# Discoglossus galganoi
Espèce
Statut de conservation UICN

 LC  : Préoccupation mineure
Discoglossus galganoi est une espèce d'amphibiens de la famille des Alytidae.

## Répartition

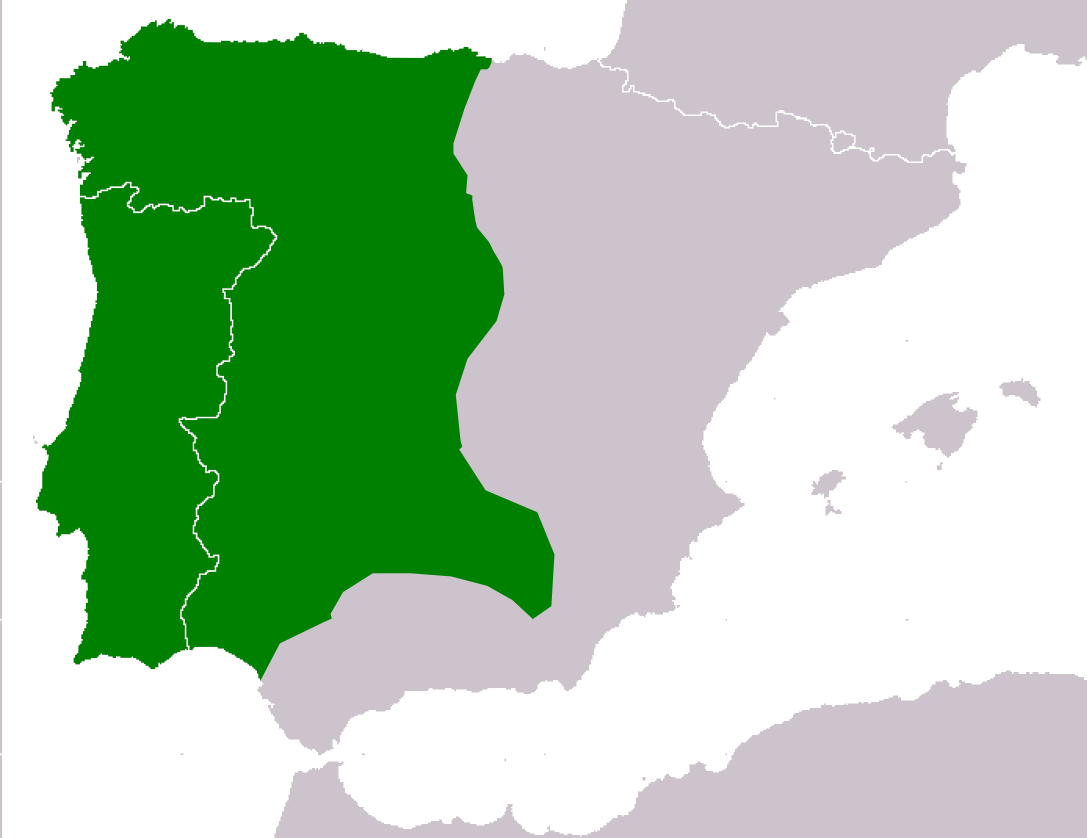
Distribution

Cette espèce se rencontre au Portugal et dans l'ouest de l'Espagne.

## Étymologie
Cette espèce est nommée en l'honneur de Mario Galgano (1907-1985).

## Publication originale
- Lanza, Nascetti, Capula, Bullini & Crespo, 1985 Morphological and genetic differentiation between the Iberian and the other west Mediterranean Discoglossus species (Amphibia Salientia Discoglossidae). Monitore Zoologico Italiano, vol. 19, no 1/2, p. 69-90.

## Notes et références

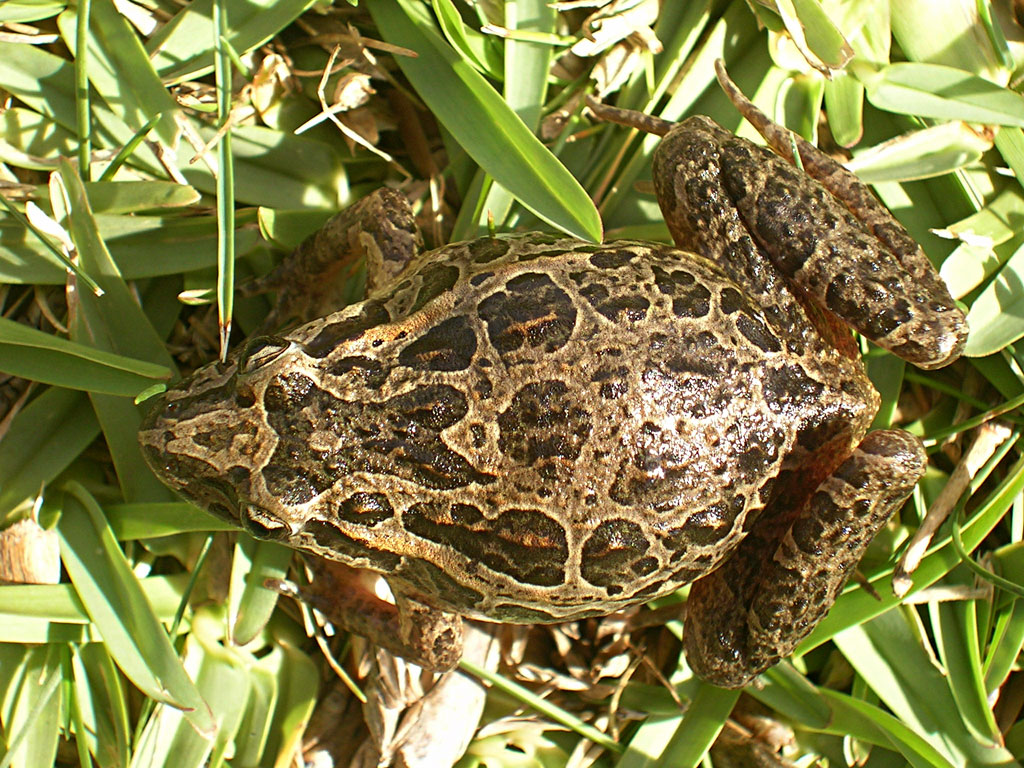

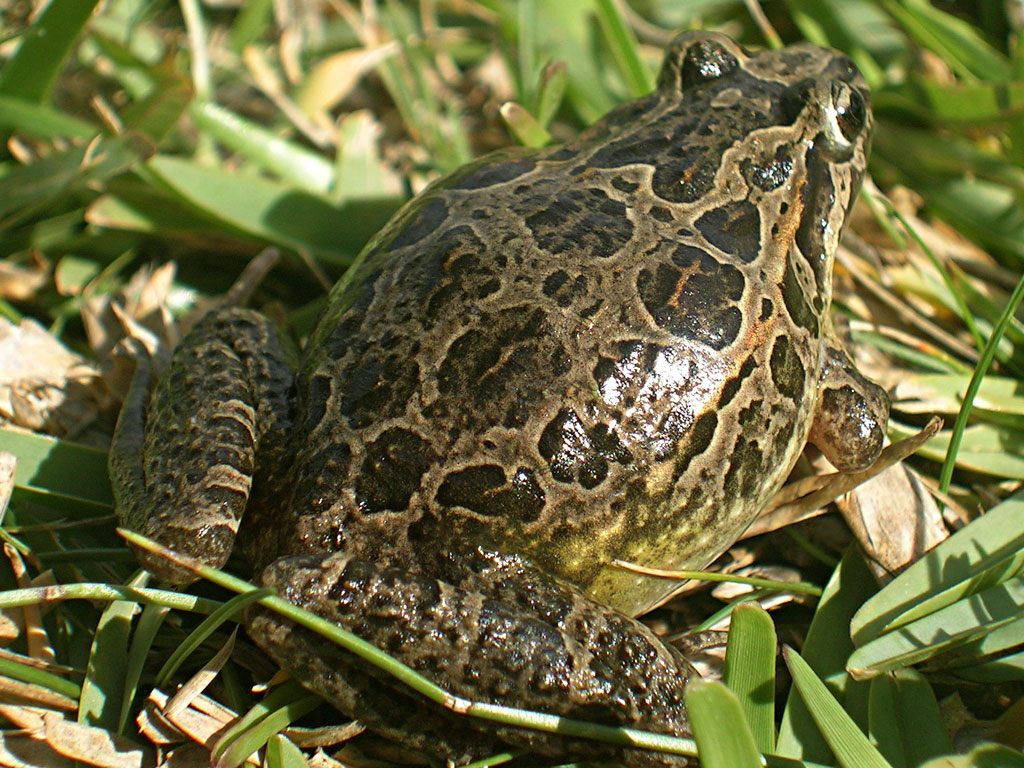